# Caso de corrupção na FIFA em 2015

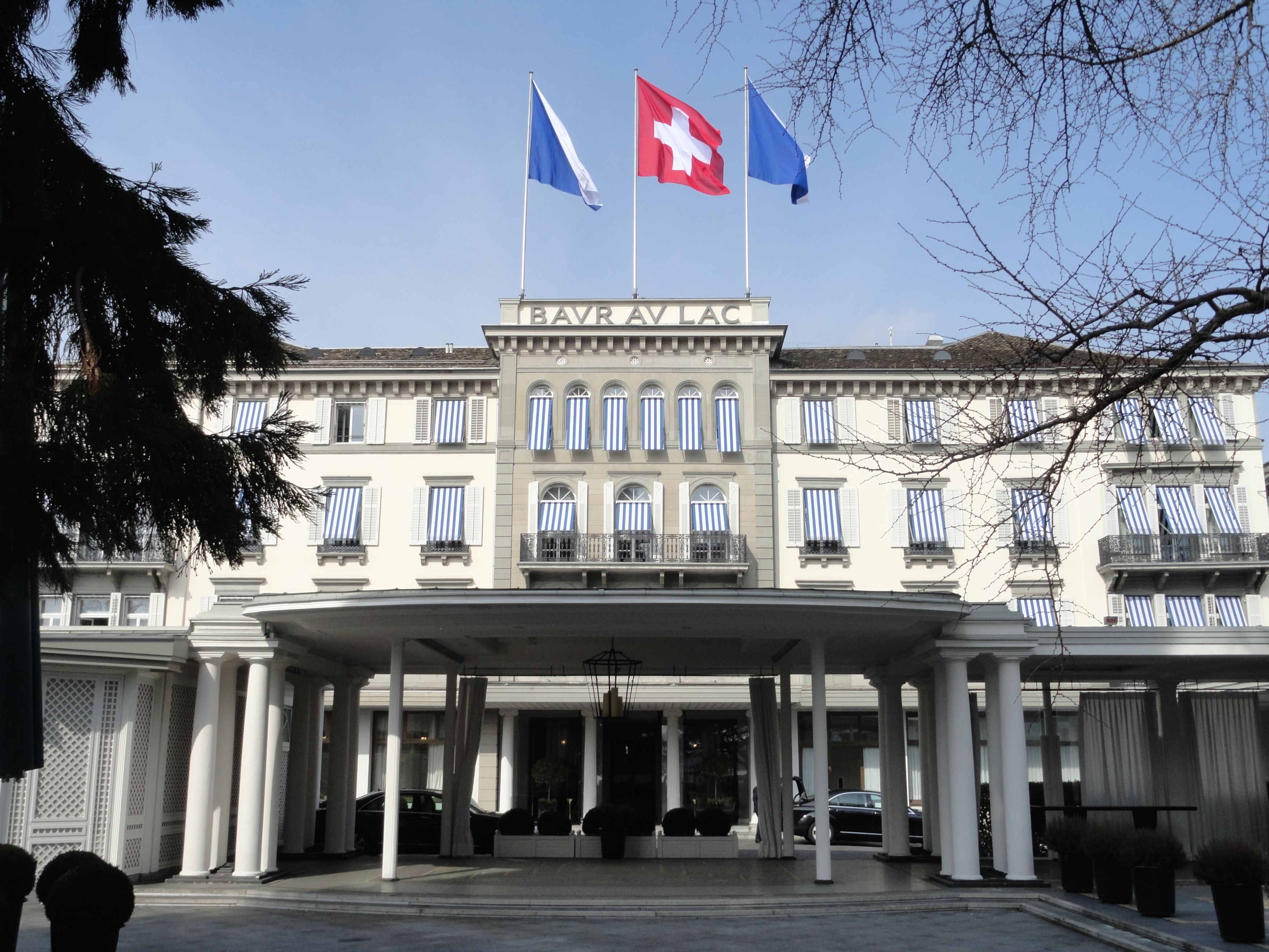
Hotel onde ocorreram as prisões em 27 de maio de 2015.

Em 2015, o Ministério Público Federal dos Estados Unidos divulgou casos de corrupção por parte de funcionários e associados ligados à Federação Internacional de Futebol, o órgão executivo do futebol, futsal e futebol de praia.
Em maio de 2015, 14 pessoas foram acusadas em uma investigação pelo Federal Bureau of Investigation (FBI) e pelo Internal Revenue Service por fraude eletrônica, extorsão e lavagem de dinheiro. O Procurador-Geral dos Estados Unidos anunciou, simultaneamente, a retirada do selo dos indiciamentos e as confissões de culpa por quatro executivos de futebol e duas corporações.
A investigação focava-se principalmente em torno de funcionários das instâncias continentais do futebol, como a Confederação Sul-Americana de Futebol (CONMEBOL) e a Confederação de Futebol da América do Norte, Central e Caribe (CONCACAF), e executivos ligados ao marketing esportivo. Os executivos de marketing esportivo eram titulares de mídia e direitos de marketing para as competições internacionais de alto nível, incluindo as eliminatórias da Copa do Mundo FIFA e torneios continentais como a Copa Ouro da CONCACAF e a Copa América. O presidente da CONCACAF Jeffrey Webb, que presidia também a Associação de Futebol das Ilhas Cayman, foi preso durante a investigação, assim como dois membros do comitê da FIFA: Eduardo Li, presidente da Federação Costarriquenha de Futebol, Eugenio Figueredo, antigo membro da Associação Uruguaia de Futebol e o ex-presidente da CONMEBOL Nicolás Leoz. A investigação durou vários anos, quando o ex-presidente da CONCACAF, Jack Warner, foi preso em julho de 2013.
No total, sete funcionários da FIFA foram presos no Hotel Baur au Lac, em Zurique em 27 de maio de 2015. Eles estavam se preparando para participar do 65º Congresso da FIFA, onde ocorreu a eleição para presidente da FIFA. Eles serão extraditados para os Estados Unidos sob suspeita de receber 150 milhões de dólares em subornos. Houve também prisões simultâneas na sede da CONCACAF em Miami e, mais tarde, mais dois homens se entregaram à polícia para detenção. Duas outras detenções de oficiais da FIFA no hotel ocorreram em dezembro de 2015. O caso desencadeou prisões na Austrália, Colômbia, Costa Rica, Alemanha e Suíça.

## Alegações
Em 2013, o ex-presidente da FIFA João Havelange e o ex-presidente da Confederação Brasileira de Futebol Ricardo Teixeira foram ambos acusados de ter recebido subornos. O membro do comitê executivo da FIFA Manilal Fernando sancionou que ambos receberiam uma proibição vitalícia para suborno e corrupção.
O FBI alegou a utilização de suborno, fraude e lavagem de dinheiro para corromper a emissão de meios de comunicação social e direitos de marketing para os jogos da FIFA nas Américas, estimados em US$ 150 milhões, incluindo pelo menos US$ 110 milhões para a escolha dos Estados Unidos como sede da Copa América Centenário. Além disso, a acusação também alega que o suborno foi usado em uma tentativa de influenciar contratos de patrocínio de uniformes, o processo de seleção para a Copa do Mundo FIFA de 2010 e a eleição presidencial da FIFA de 2011. Especificamente, um anônimo de uma empresa de materiais esportivos – identificado em várias fontes como a Nike Inc. – teria pago pelo menos US$ 40 milhões em subornos para tornar-se o único fornecedor de jogos de calçados, acessórios e equipamentos para a Seleção Brasileira de Futebol.
Em 2011, o executivo de futebol americano e oficial da CONCACAF Chuck Blazer se declarou culpado de dez acusações criminais, incluindo lavagem de dinheiro e crimes envolvendo o imposto de renda. A declaração de culpa de Blazer foi feita para evitar uma acusação mais grave de extorsão, que levaria a uma potencial pena de prisão de 20 anos. Blazer, mais tarde, fez gravações secretas de reuniões com os oficiais da FIFA, e supostamente carregava um dispositivo de gravação escondido em um chaveiro durante os Jogos Olímpicos de Verão de 2012, em Londres. Ele originalmente tinha sido abordado por agentes dos Internal Revenue Service e do FBI que tinham montado alegações específicas de seu envolvimento em suborno durante o processo de licitação para os países sedes das Copas do Mundo FIFA desde o início dos anos 1990. A acusação contra Blazer foi revelada em 27 de maio, o mesmo dia em que as prisões foram feitas em Zurique.

## Indiciamentos
Um total de 18 pessoas e duas empresas foram indiciadas, incluindo nove funcionários da FIFA e cinco empresários.

### Pessoas
| Nome                   | Nacionalidade   | Cargo | Status             |
| ---------------------- | --------------- | --- | ------------------ |
| Chuck Blazer           | norte-americano | Ex-secretário-geral da CONCACAF                                                                                                 | Confissão de culpa |
| Alejandro Burzaco      | argentino       | CEO do canal Torneos y Competencias                                                                                             | Indiciado          |
| Aaron Davidson         | norte-americano | Presidente do Conselho de Governadores da Liga de Futebol Norte-Americana                                                       | Indiciado          |
| Rafael Esquivel        | venezuelano     | Presidente da Federação Venezuelana de Futebol e membro do comitê executivo da CONMEBOL                                         | Preso              |
| Eugênio Figueiredo     | norte-americano | Ex-presidente da Associação Uruguaia de Futebol e ex-presidente da CONMEBOL                                                     | Preso              |
| José Hawilla           | brasileiro      | Proprietário e fundador do Traffic Group                                                                                        | Confissão de culpa |
| Hugo Jinkis            | argentino       | Presidente do Full Play Group                                                                                                   | Indiciado          |
| Mariano Jinkis         | argentino       | Vice presidente da Full Play Group                                                                                              | Indiciado          |
| Nicolás Leoz           | paraguaio       | Ex-presidente da CONMEBOL | Indiciado          |
| Eduardo Li             | costarriquenho  | Presidente da Federação Costarriquenha de Futebol, membro do comitê executivo da FIFA, e membro do comitê executivo da CONCACAF | Preso              |
| José Marguiles         | brasileiro      | Secretário da Traffic Sports Brasil                                                                                             | Indiciado          |
| José Maria Marin       | brasileiro      | Ex-presidente da Confederação Brasileira de Futebol e ex-governador de São Paulo                                                | Preso              |
| Julio Rocha Lopez      | nicaraguense    | Presidente da Federação Nicaraguense de Futebol, diretor de desenvolvimento da FIFA, e ex-presidente da UNCAF                   | Preso              |
| Costas Takkas          | britânico       | Ex-secretário-geral da Associação de Futebol das Ilhas Cayman                                                                   | Preso              |
| Daryan Warner          | trinitário      | Filho de Jack Warner | Confissão de culpa |
| Daryll Warner          | trinitário      | Filho de Jack Warner e ex-diretor de desenvolvimento da FIFA                                                                    | Confissão de culpa |
| Jack Warner            | trinitário      | Ex-vice presidente da FIFA, ex-presidente da CONCACAF, e ex-ministro da Segurança Nacional de Trinidad e Tobago                 | Indiciado          |
| Jeffrey Webb           | caimanês        | Presidente da CONCACAF, presidente da Associação de Futebol das Ilhas Cayman, e vice-presidente da FIFA                         | Preso              |
| Carlos Chavez Landivar | boliviano       | Ex-Presidente da Federación Boliviana de Fútbol e ex-tesoureiro da Confederação Sul-Americana de Futebol                        | Preso              |

### Corporações
| Nome               | Nacionalidade   | Status             |
| ------------------ | --------------- | ------------------ |
| Traffic Group      | virginense      | Confissão de culpa |
| Traffic Sports EUA | norte-americana | Confissão de culpa |